# Parastathes moultoni
Parastathes moultoni là một loài bọ cánh cứng trong họ Cerambycidae.